# Smithfield (Nebraska)
Smithfield è un comune degli Stati Uniti d'America, situato nello Stato del Nebraska, nella Contea di Gosper.